# Formation de Potomac
La formation de Potomac est une formation géologique qui affleure dans les états américains  du Delaware, Maryland, New Jersey et Virginie dans l'est des États-Unis. Cette formation date du Crétacé inférieur et du Crétacé supérieur. La paléoflore que l'on y trouve comprend de grandes Cycadaceae.
Des dents attribuées au dinosaure Deinonychus y ont été retrouvées.